# Кочарова, Галина Вартановна
Галина Вартановна Кочарова (урождённая Кочарова, рум. Galina Cocearova; итал. Galina Kocharova; 22 января 1944, Баку — 30 января 2020, Кишинёв) — советский и молдавский музыковед, педагог, музыкальный критик, молдавский музыковед. Заслуженный деятель искусств (maestru in arte, Moldova). Профессор государственной академии музыки, театра и изобразительных искусств Молдовы.

## Биография
Родилась в городе Баку Азербайджанской ССР.
В 1967 г. окончила историко-теоретико-композиторский факультет Государственного музыкально-педагогического института (ГМПИ в годы СССР, ныне Российская академия музыки) имени Гнесиных по классу проф. А. А. Степанова, в 1973 г. у него же аспирантуру при ГМПИ им. Гнесиных.
С 1978 г. — член Союза композиторов СССР. Впоследствии член Союза композиторов России (Москва), Союза композиторов и музыковедов Республики Молдова, Союза музыкальных деятелей Республики Молдова, Союза театральных деятелей Республики Молдова. Профессор кафедры музыковедения и композиции Академии музыки, театра и изобразительных искусств Республики Молдова.
Заслуженный деятель искусств Республики Молдова (Maestru оn Artă, с 2004 года), неоднократный лауреат премий на конкурсах музыковедческих работ, проведенных в разные годы Союзом композиторов СССР, Союзом музыкальных деятелей РМ, Союзом композиторов и музыковедов РМ.
Автор более 300 научных и критических публикаций на русском, румынском и английском языках, где круг приоритетных направлений связан с освещением проблем жанра, национального стиля, ладового мышления, особенностей художественного текста и фактуры, а также с пропагандой творчества видных музыкальных деятелей — композиторов и исполнителей и с отражением собственного педагогического опыта. В их числе — две монографии о творчестве композитора Златы Ткач и монографии о дирижёре Борисе Милютине и певице Валентине Савицкой, статьи о творчестве В.-А.Моцарта, С.Франка, Д.Шостаковича, М.Вайнберга, Л.Гурова, В.Загорского, А.Муляра, З.Ткач и др., об исполнителях М. Биешу, Е. Образцова, М. Мунтян, А.Палей, А.Стрезева, С.Стрезева, Ю.Гырнец, дуэт Ю.Махович — А.Лапикус, Е.Богдановский и мн.др., рецензии на концерты, обзоры музыкальных событий (фестивалей «Приглашает Мария Биешу», «Королева-скрипка», «Осенний вокализ» и др.), статьи в энциклопедических изданиях.
Галина Кочарова — одна из первых женщин в Республике Молдова, которая посвятила всю себя профессиональному искусству музыковедов-исследователей. Её творчество отличает широкое жанровое разнообразие. Она была постоянным посетителем концертов. Автор первого в истории Молдовы учебника по музыковедению, изданному на румынском языке. В 2008 году учебник был номинирован на Государственную премию Республики Молдова.
Галина Кочарова — автор читаемого на протяжении 45 лет вузовского спецкурса гармонии для композиторов и музыковедов.
В двухтысячных годах переезжает в Италию в надежде на творческий отпуск и в роли бабушки к внукам, однако принимает решение вернуться в Молдову, с тем, чтобы продолжать заниматься профессиональной деятельностью. До самой смерти преподавала в ВУЗе и готовила студентов-дипломников, а также была научным руководителем у аспирантов.
Гражданская панихида и памятный концерт прошли в Молдове, в «ее» академии AMTAP. Прах был захоронен 14 марта 2020 года в колумбарии на Ваганьковском кладбище в Москве.
В память о Галине Кочаровой была открыта мемориальная доска в Молдавской академии AMTAP, а также установлена ежегодная премия, вручаемая Союзом Композиторов Молдовы.
Галина Кочарова преподавала в том же классе, в котором преподавали Соломон Лобель и её подруга Злата Ткач. Галина Кочарова также входила в Национальный Совет по Аккредитации и Аттестации.

## Государственные награды
- Диплом кандидата наук СССР (1981). Atestat de Professor Universitar Moldova (2005). Certificat de Abilitare Moldova (2019).
- Член Союза композиторов СССР (1977).
- Медаль «Ветеран труда» СССР.
- Почетное звание и медаль «Maestru in arte» (Brevet 2004).

## Семья
- Муж — советский композитор Виктор Александрович Симонов[5] (род. 1938, гор. Ярославль, автор множества музыкальных произведений.
  - Сын — Михаил Викторович Симонов (род. 1965), выпускник МГУ имени М. Ломоносова, изобретатель (автор патентов), педагог, научный работник[6], один из авторов законопроекта о безопасности продукции машиностроения[7].

## Наследие

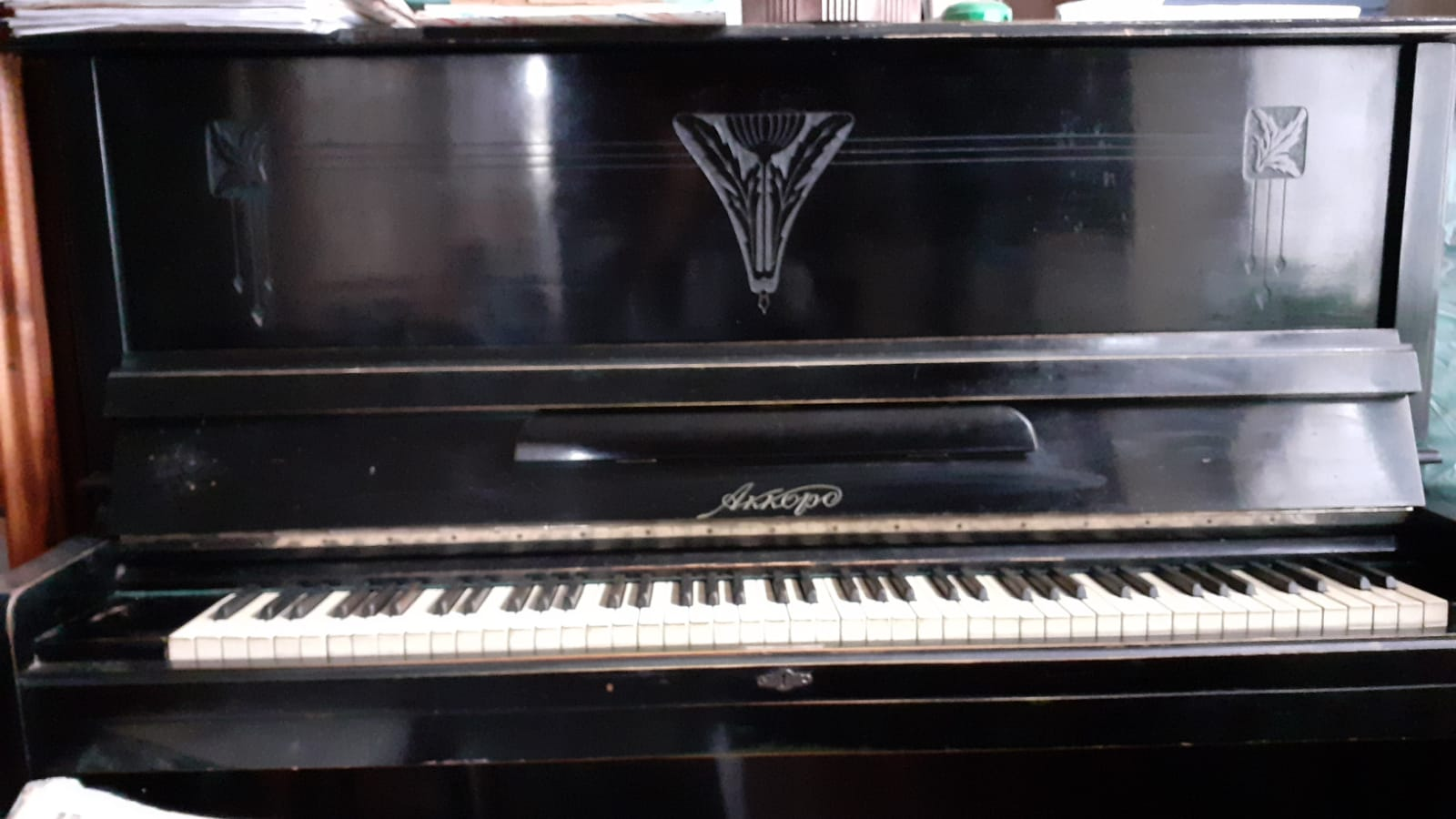

В течение жизни Галина Кочарова собрала внушительную коллекцию редкой и уникальной музыкальной литературы. После смерти вся коллекция подарена библиотеке AMTAP, как и личный музыкальный инструмент.
Некоторые дубликаты были подарены Республиканскому русскому музыкальному лицею имени Сергея Рахманинова.
В процессе создания первого учебника «Гармония» на румынском языке перед авторами возникли большие трудности с адекватностью терминологии и с переводом терминов и понятий русского языка. Так Галина Кочарова создала новые термины, ранее не существовавшие в румынском языке. В помощь студентам Г. Кочарова и А. Рожновяну составили и издали краткий толковый словарь на румынском языке. Кроме вклада в музыковедение, Галина Кочарова также внесла вклад в обогащение молдавского и румынского языков.

### Премия имени Галины Вартановны Кочаровой
В 2020 году, XXV выпуск национального конкурса Молдовы по композиции и музыковедению учредил ежегодную премию имени Галины Кочаровой.
Решение о премиации принимает жюри конкурса (Uniunea compozitorilor si muzicologilor). Первыми лауреатами премии имени Галины Кочаровой стали:
1. Музыковед Margarita Belykh. Студент Daria Gavaziuc (за 2020 год).
2. Музыковед Irina Suhomlin-Ciobanu. Студент Corina Ţaca (за 2021 год).
3. Музыковед Elena Sambris. Студент Valeria Ciubotaru (за 2022 год).
4. Музыковед Victoria Melnic. Студент Valeriu Burlac (за 2023 год).

## Произведения
- Официальный список трудов (источник Союз Композиторов России)[9]
- Официальный список трудов (источник AMTAP, Moldova)[10]

1. Об элементах концертности в фортепианных сонатах Моцарта. Алексей Алексеевич Степанов. К 90-летию со дня рождения. — Москва: Федеральное агентство по культуре и кинематографии. РАМ им. Гнесиных, 2006. — С.39-45.
2. Творчество Златы Ткач последних лет (2000—2005). Anuar ştiinţific: muzică, teatru, arte plastice. — Chişinău: Grafema libris, 2006, p. 78-88.
3. …Одной звезды я повторяю имя // Aurelian Dănilă, Galina Cociarova. Valentina Saviţcaia. — Chişinău: Cartea Moldovei, 2007. — P.51-109.
4. Un omagiu pentru maestru (Eugen Doga. Compozitor, academician. — Chişinău: Ed. Ştiinţa, 2007. — 414 p.) // Arta. Seria Arte audiovizuale. — Czişinău, 2008. P.185-189.
5. Русское слово в вокальном творчестве Златы Ткач // Русское слово в молдавском социокультурном полиэтническом пространстве. Материалы конференции. — Кишинев: Этномир, 2008.
6. Приношение музам музыки и театра // Музыкальная академия. М.: Композитор, 2009. — № 1. С.86-87.
7. Поль Элюар: «Если заглохнет эхо их голосов, мы погибнем…» (о М.Вайнберге) // Истоки жизни. 2009. № 10.
8. Турне в царство великой музыки // ArtInfinit. № 1 (1), septembrie-octombrie 2009.
9. Проявления национального стиля в музыке в аспекте проблемы культурного этногенеза и музыкальной этнологии. Международная онлайн конференция «Музыкальная наука на постсоветском пространстве». РАМ им. Гнесиных, Россия, Москва. 15 ноября 2009 — 15 мая 2010.
10. Скрипке, вознесенной в небеса, посвящается (о фестивале «Regina vioara») // ArtInfinit. № 2 (2), noiembrie-decembrie 2009.
11. Магическая власть королей музыки. Там же.
12. Ofranda muzelor teatrului liric // Maria Bieşu — vocaţie şi destin artistic. Chişinău, Academia de ştiinţe a Moldovei, Inst. Patrimoniul Cultural, Centrul Studiul Artelor. Ch.: S.n., 2010. P.261-280.
13. Покоряющая музыкальный космос (об Анне Стрезевой) // ArtInfinit. № 2 (4), aprilie-mai 2010.
14. Милютин Борис // Молдавско-русские взаимосвязи в искусстве в лицах и персоналиях (2 половина XX — начала XXI в.). Биобиблиографический словарь-справочник в 2 т. / Авт.-сост. К.Шишкан, С.Пожар. Т.2. — Кишинев, 2010.
15. Столяр Ирина. Там же.
16. Чобану-Сухомлин Ирина. Там же.
17. Виктор Симонов: годы творчества в Молдове // Русское поле. 2010. № 2.
18. Золото в его сердце, сердце его — в музыке (о Рахманиновском фестивале) // ArtInfinit, 2011, ianuarie-martie.
19. Жанр инструментальной сонаты в творчестве Златы Ткач. Международная онлайн конференция «Музыкальная наука на постсоветском пространстве». РАМ им. Гнесиных, Россия, Москва. Вып.2., 15 января 2011 — 15 мая 2011.
20. Творчество В. Г. Загорского как объект музыковедческого исследования // Cercetări de muzicologie. Vol II. Chişinău: Cartea Moldovei, 2011. P.38-47.
21. Вокальные циклы Златы Ткач последних лет на стихи Агнесы Рошка (I): К проблеме гипертекста в композиторском творчестве // Anuar ştiinţific: muzică, teatru, arte plastice. Arta muzicală (оn baza materialelor ştiinţifice internaţionale şi naţionale din cadrul proiectului Registrul adnotat al creaţiilor muzicale din Republica Moldova. Nr.1-2 (12-13) — Chişinău, 2011. P.197-203.
22. Cavalerii reginei vioară (traducerea din limba rusă de Rodica Iuncu) // Sud-Est cultural: Revista trimestricală de artă, cultură şi civilizaţie. Editori: Institut Cultural Romвn, SUD-EST cultural S.R.L., 2012, Nr1. P.126-130.
23. «Жизнь ей лишь радость сулила» (памяти Марии Биешу) // Русское поле: литературно-художественный и публицистический журнал Ассоциации русских писателей Республики Молдова. 2012. № 2 (6).
24. Sonata pentru vioară şi pian A dur de Cézar Franck: Geneza tematismului şi metodele integrării ciclului // Anuar ştiinţific: Muzică, Teatru şi Arte plastice, Nr1 (14), 2012. — Chişinău: AMTAP, 2012 (Grafema Libris). P.27-32.
25. Вокальные циклы Златы Ткач на стихи Агнесы Рошка: образный строй и средства воплощения авторского замысла. В: Anuar ştiinţific: Muzică, Teatru şi Arte plastice, Nr3 (16), 2012. Chişinău: AMTAP, 2012. P.164-174.
26. Tenebre — последнее симфоническое произведение Златы Ткач: к проблеме авторского обозначения жанрового и образного замысла // Anuar ştiinţific: Muzică, Teatru şi Arte plastic. Nr4 (17), 2012. — Chişinău: AMTAP, 2012. P.36-44.
27. Вокальные циклы Златы Ткач на стихи Агнесы Рошка (II): гипертекст и идиолект в вокальном творчестве композитора. В: Anuar ştiinţific: Muzică, Teatru şi Arte plastice, Nr 4 (17), 2012. Chişinău: AMTAP, 2012. P.159-166.
28. Дмитрий Киценко: поиски на пути создания аудиовизуального произведения и факторы обновления структуры художественного текста // Anuar ştiinţific: Muzică, Teatru şi Arte plastice, Acad. De Muz., Teatru şi Arte Plastice. Chişinău: Grafema Libris, 2013. P.13-19.
29. Formula succesului: Mihail Muntean — оn viziunea mijloacelor mass-media şi оn opiniile contemporanilor // Mihail Muntean: o viaţă оn lumea muzicii. Chişinău: О.E.P. Ştiinţa, 2013. P.18-52.
30. Многоязычие литературной основы опер и камерных вокальных сочинений Златы Ткач // Promovarea valorilor naţionale prin limbă, literatură şi istorie, Tezele conf. şt. (Chişinău, 13-14 noiembrie 2012). Chişinău: S.n., 2012. — 180 p. — P.161-166.
31. Полилингвизм литературной основы опер и камерных вокальных сочинений Златы Ткач. (расширенная версия). В: Academia de Muz., Teatru şi Arte Plastice. Anuar ştiinţific: muzică, teatru, arte plastice. — Chişinău: Academia de Muzică, Teatru şi Arte Plastice, 2013. No3 (20) 2013: Arta muzicală (оn baza materialelor şt. Din cadrul proiectului Registrul adnot. Al creaţiilor muzicale din Rep. Moldova). 2013. P.15-22.
32. Проблемы художественной нормы и художественной ценности в контексте суждений о новых тенденциях в музыке XX—XXI веков // Ion Gagim şi universul muzicii. Materialele conferinţei ştiinţifice internaţionale consacrate aniversării a 60 de ani ai savantului. Academia de ştiinţe a Moldovei. Chişinău, 5 iunie 2014. Universitatea da Arte George Enescu, Iaşi: Artes, 2014. P.140-146.
33. Композиторское творчество в Республике Молдова на рубеже XX—XXI веков (инструментальные жанры, музыкальный театр) / научный редактор монографии Е.Мироненко, отв. ред. Кочарова Галина. — Кишинев: Б.и., 2014. — 464 p.
34. Концепция и структура мультимедийного аудиовизуального произведения в творчестве композитора Дмитрия Киценко // Музыка в пространстве медиакультуры. Сб. статей по материалам Международной научно-практической конференции 14 апреля 2014 года. Краснодар: Федеральное государственное бюджетное образовательное учреждение Высшего профессионального образования «Краснодарский государственный университет культуры и искусства», 2014. С.278-287. Также доступно в интернете
35. Формула успеха: Михаил Мунтян в зеркале СМИ и мнениях современников. В: Aurelian Dănilă, Galina Cocearova. Mihail Muntean: O viaţă dedicată operei: Жизнь посвященная опере. Chişinău: Prut Internaţional, Academia de Ştiinţe a Moldovei. Institutul de Studii Enciclopedice, 2014. P. 229—260, примеч. 263—266.
36. Formula succesului: Mihail Muntean оn mass-media şi оn opinia contemporanilor. Там же, с.79-110.
37. Проблема Композитор и фольклор в аспекте интертекстуальности // «Folclor şi postfolclor in contemporaneitate», conferinţă internaţională (2014; Chişinău). Folclor şi postfolclor in contemporaneitate : Materialele Conferinţei Internaţionale,11-12 decembrie 2014, Chişinău / col. de red.: Victoria Melnic [et al.]. — Chişinău: S. n., 2015. — Р.190-196.
38. Quatre tableaux pour orchestre а cordes Бориса Дубоссарского: музыкальный экфрасис или индивидуальное художественное послание // Studiul artelor şi culturologie: istorie, teorie, practică (оn baza materialelor ştiinţifice din cadrul proiectului Registrul adnotat al creaţiilor muzicale din Republica Moldova). Nr.1 (21). Chişinău: VALINEX SRL, 2014. P.38-44; а также на сайте 4-й Гнесинской конференции, 2016 г. http://gnesinstudy.ru/?cat=29 и http://gnesinstudy.ru/?cat=36
39. А.Тимофеев — З.Ткач: диалог в жанре фортепианной сонаты // Studiul artelor şi culturologie: istorie, teorie, practică (оn baza materialelor ştiinţifice din cadrul proiectului Registrul adnotat al creaţiilor muzicale din Republica Moldova). Nr.1 (21). — Chişinău: VALINEX SRL, 2014. P.85-93.
40. Органный концерт Дмитрия Киценко: особенности аудиовизуальной версии // Studiul artelor şi culturologie: istorie, teorie, practică. No3 (26), 2015. — Chişinău: NOTOGRAF PRIM, 2015. P.54-59.
41. Жанровые метаморфозы во времени, или судьба одного сочинения. Файл статьи по докладу на III Международной интернет-конференции РАМ им. Гнесиных Музыкальная наука в едином культурном пространстве, приуроченной к 70-летию со дня основания академии и 140-летию со дня рождения Елены Фабиановны Гнесиной. 2014-15 гг.
42. «Прикасаясь к Баху…»: Хроматическая фантазия И. С. Баха в стилевом контексте эпохи Барокко. В: Studiul artelor şi culturologie: istorie, teorie, practică. No2 (22), 2014. — Chişinău: Grafema Libris, 2014. P.18-26; а также на сайте 4-й Гнесинской конференции 2016 г. Интернет-ресурс
43. Взаимодействие аудио и визуального ряда в In imo pectore Дмитрия Киценко (с К.Запеска) // Studiul artelor şi culturologie: istorie, teorie, practică. No2 (22), 2014. — Chişinău: Grafema Libris, 2014. P.80-85.
44. «Диалог эпох» в аудиовизуальной версии органного концерта Дмитрия Киценко // Музыка в пространстве медиакультуры. Сборник статей по материалам второй Международной научно-практической конференции 13 апреля 2015 года. — Краснодар, 2015. — С.143-149.
45. Борис Милютин // Галина Кочарова, Изольда Милютина Борис Милютин. К 110-летию со дня рождения. Кишинев — Тель-Авив: Beit Nelly Media, 2015. С.3-116.
46. В. В. Аксенов: историческое исследование сущности музыки // Vladimir Axionov (1950—2012) In memoriam. Оn: Studiul artelor şi culturologie: istorie, teorie, practică. No1 (24), 2015. Chişinău: GRAFEMA LIBRIS, 2015. P.28-37.
47. Органный концерт Дмитрия Киценко: авторский взгляд из настоящего в прошлое мировой культуры // Studiul artelor şi culturologie: istorie, teorie, practică. No2 (25), 2015. Chişinău: VALINEX SRL, 2015. P.51-60.
48. Забытые страницы творчества Иона Маковея. В: Studiul artelor şi culturologie: istorie, teorie, practică. No3 (26), 2015. — Chişinău: NOTOGRAF PRIM, 2015. P.44-50, а также: Забытые страницы творчества Иона Маковея // Artă şi educaţie artistică. Revistă de cultură, ştiinţă şi practică educaţională: Arts and artistic education. No2 (26). 2015, Bălţi. pp. 5–22.
49. Juvenis concert для фортепиано с оркестром Владимира Чолака: черты жанра и формы // Conferinţa ştiinţifică internaţională ОNVĂŢĂMВNTUL ARTISTIC — DIMENSIUNI CULTURALE, 22 aprilie, 2016. Rezumatele lucrărilor. Chişinău, 2016 (статья сдана для публикации).
50. Об аудиовизуальной репрезентации сочинений Владимира Чолака: LUTTUOSO как пример жанра in memoriam // Музыка в пространстве медиакультуры: Сборник статей по материалам Третьей Международной научно-практической конференции 18 апреля 2016 года. — Краснодар: издательство КГИК, 2016. — C.89-93.
51. Органный концерт Дмитрия Киценко: особенности аудиовизуальной версии (расширенный вариант) // Artă şi educaţie artistică. Revistă de cultură, ştiinţă şi practică educaţională: Arts and artistic education. NoI (25). 2015, Bălţi. pp. 14–24.